# Historia de la prensa en Concepción

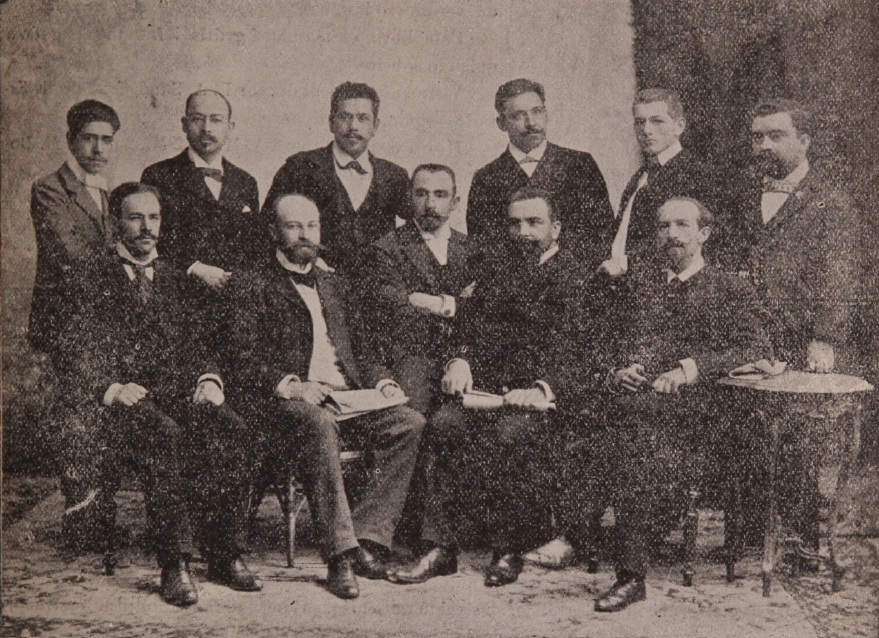
Miembros de El Sur en 1902, el periódico penquista más antiguo que se mantiene activo hasta la fecha. En la fotografía: Alfredo Larenas, Julio Parada B., Enrique Sanhueza S., Aurelio Lamas B., A. Castellón Reyes, Litté Quiroga A., J. Santiago Reyes, Francisco Riquelme P., Eduardo Montti M., Javier Castellon R., Baudilio Santos P.

La historia de la prensa en Concepción, capital de la Región del Biobío, en Chile, se remonta formalmente a 1833, con la aparición del primer periódico local.
Sin embargo, las imprentas penquistas posiblemente son anteriores. Según el bibliógrafo Luis Montt, la primera impresión hecha en Concepción fue el Reglamento de la Legión de Mérito de Chile en 1817, conformada por siete páginas suscritas por Bernardo O'Higgins y Pedro Zañartu. El historiador Fernando Campos, por su parte, asegura que en 1822 circularon dos proclamas del General Freire, a cargo del Ejército del Sur, cuya procedencia de impresión se desconoce, así que abren la posibilidad de que ya existieran para entonces imprentas en la ciudad. Para otros investigadores, los antecedentes de la prensa en Concepción se situarían un poco después, comenzando la Guerra civil de 1829-1830, con la imprenta a cargo de Félix Antonio Novoa y Juan Esteban Manzano, considerados los primeros impresores, editores y redactores de la prensa local. Diego Barros Arana declaró que estas proclamas impresas en 1829 «eran boletines bastante sumarios escritos con mucha exageración y con redacción muy desaliñada, y todavía difíciles de entender por las condiciones tipográficas o más propiamente por la tinta que empleaban».
La mayoría de los periódicos creados hasta mediados de los años 1940 tuvieron una vida breve. Esto comenzó a cambiar en parte por el crecimiento económico experimentado por la ciudad y los alrededores, que se consolidó como un núcleo industrial en los años 1950.

## Periódicos
El primer periódico de Concepción fue El Faro del Bío-Bío, fundado en 1833, coincidiendo con la aparición de la imprenta del Instituto Literario, la primera en la ciudad de la que se tiene registro. Las máquinas de esta imprenta habían sido abandonadas por el gobierno, y fueron recuperadas para este fin, gracias a las gestiones del sacerdote argentino Pedro Nolasco Caballero, rector del colegio Instituto Literario de Concepción fundado en 1823, y del médico e intelectual francés Luis Boché. El periódico fue de corte regionalista, y en su primer número se destacó la recién promulgada Constitución de 1833. Su actividad cultural y dinamismo recibió una respuesta hostil por parte del clero penquista, quienes consiguieron distancias a Boché de su cargo. El periódico duró dos años, acabando abruptamente con el terremoto de 1835, que acabó con las instalaciones.
La primera mujer en escribir para un periódico en la ciudad fue Rosario Ortiz, alias La Monche, partidaria de la revolución de 1851 de José María de la Cruz Prieto y opositora a Manuel Montt. Colaboró en El Correo del Pueblo y en Revista del Sur.
A continuación se presenta una cronología de los distintos periódicos que tuvieron cierta durabilidad hasta principios del siglo XX.
| Tiempo                                        | Nombre                                | Temática | Frecuencia            | Redactores | Imprenta                             | Números |
| --------------------------------------------- | ------------------------------------- | --- | --------------------- | --- | ------------------------------------ | ------- |
| 17/10/1833 o bien 19/12/1833 hasta 20/01/1835 | El Faro del Bío-Bío                   | Ciencias, artes, política, literatura y comercio                                                                                            | Semanal               | Médicos Luis Boché y Juan José Arteaga, Coronel Quintana y José Antonio Alemparte; colaboración de Pedro Fernández Garfias | Imprenta del Instituto Literario     | 60      |
| 1835 hasta 1835                               | El Minero                             | Competencia de El Faro del Bío-Bío | ?                     | Juan José Manzano (posiblemente)                                                                                           | ?                                    | ?       |
| 15/12/1842 hasta 1843                         | El Telégrafo de Concepción            | General | Bisemanal             | Ramón y Félix Antonio Nova. Fundado por iniciativa del presbítero Ramón Vicente del Río, rector del Instituto Literario    | Imprenta del Instituto Literario     | 287     |
| 1844 hasta 1845                               | El Hambriento                         | General | ?                     | Esteban Dagnino (editor)                                                                                                   | Imprenta del Instituto Literario     | ?       |
| 1845                                          | La Estrella del Sur                   | General | ?                     | Manuel Novoa | El Telégrafo                         | 3       |
| 30/08/1845                                    | Miscelánea                            | General | –                     | ? | ?                                    | 1       |
| 1845                                          | La Libertad                           | ? | ?                     | ? | ?                                    | ?       |
| 1845                                          | La Oposición                          | ? | ?                     | ? | ?                                    | ?       |
| 26/06/1845 hasta 1846                         | La Patria                             | Progreso de la industria y el comercio; inclinación oficialista                                                                             | Sabatino              | Vicente Varas y Adolfo Arenas                                                                                              | Imprenta del Instituto Literario     | 100     |
| 1845 hasta 1846                               | El Clamor del Sur                     | ? | ?                     | ? | ?                                    | ?       |
| 18/09/1845                                    | El Penquista                          | Política, literatura y noticias; opositor al gobierno de Manuel Serrano y Ramón Novoa                                                       | Bisemanal             | Ramón Novoa | Imprenta Libertad                    | 104     |
| 1846 (poco más de 1 mes)                      | Eco Nacional                          | ? | Semanal               | ? | ?                                    | ?       |
| 1846                                          | El Relámpago                          | General | ?                     | Vicente Varas | Imprenta del Liceo                   | Pocos   |
| 29/09/1849 hasta 31/12/1861                   | El Correo del Sur                     | Mercado, literatura y política | Sabatino              | Adolfo Larenas, Ramón Gil Navarro, Domingo Vico                                                                            | Imprenta del Liceo o Correos del Sur | 1504    |
| 12/02/1851                                    | La Unión                              | Política (gratuito) | Semanal               | Adolfo Larenas, Pedro Félix Vicuña, otros                                                                                  | Correos del Sur                      | 27      |
| 06/10/1851                                    | El Boletín del Sur                    | Oficialista: colección de decretos provisorios y otros documentos relacionados con la Revolución del 13 de septiembre de 1851 en Concepción | ?                     | Adolfo Larenas, Luis Pradel                                                                                                | Correo del Sur                       | 26      |
| 1851                                          | El Conservador                        | ? | ?                     | ? | ?                                    | 6       |
| 1856                                          | El Amigo del Pueblo                   | ? | Trisemanal            | ? | ?                                    | 124     |
| 12/03/1858                                    | El Correo del Pueblo                  | De corte político, adoptó como lema «Libertad de sufragio»                                                                                  | Trisemanal            | Ricardo Claro, Aníbal Pinto, Vicente Sanhueza, Félix Novoa, Juan Alemparte, otros                                          | ?                                    | ?       |
| 21/01/1862 hasta 20/05/1865                   | El Correo del Sur                     | Continuación del periódico homónimo pero sin subvención estatal                                                                             | Trisemanal            | ? | Correos del Sur                      | 509     |
| 05/04/1862 hasta 27/07/1871                   | La Tarántula                          | General | Bisemanal             | ? | ?                                    | 1 029   |
| 1867-1868                                     | La Reforma                            | ? | ?                     | ? | ?                                    | 191     |
| 1869-1870                                     | La Mañana                             | ? | ?                     | ? | ?                                    | 8       |
| 19/06/1870 hasta 30/10/1870                   | El Alba                               | Literatura | Dominical             | Ramón Harriet Rodríguez de la Sociedad Literaria de Concepción                                                             | El Comercio                          | 20      |
| 10/05/1871 hasta 17/06/1876                   | La Democracia Moderna                 | Comercio, política y sociedad, de lema «La Democracia es una causa, no un partido», que candidateó a Urmeneta y Vicuña Mackenna             | Semanal               | Ramón Harriet (editor y redactor)                                                                                          | Comercio                             | 294     |
| 01/08/1871 hasta 01/01/1887                   | La Revista del Sur                    | Continuación de La Tarántula; cambió nombre por razones políticas                                                                           | Bisemanal, Diario     | ? | ?                                    | 3 413   |
| 22/11/1871 hasta 1879                         | La Libertad Católica                  | Expresión de los jóvenes católicos en la ciudad                                                                                             | Bisemanal, Semidiario | ? | Amigos del País                      | 711     |
| 1872                                          | La Igualdad                           | Popular | Semanal               | Miembros de la Sociedad Igualdad                                                                                           | Igualdad                             | 34      |
| 1875 (2 meses y medio)                        | El Mercantil                          | ? | ?                     | ? | ?                                    | ?       |
| 1876                                          | La Alianza Liberal                    | ? | ?                     | ? | ?                                    | ?       |
| 12/1876                                       | La Industria Nacional                 | Obrero | Semanal               | ? | Imprenta Obrera                      | 2       |
| 1877                                          | El Progreso                           | ? | ?                     | ? | ?                                    | ?       |
| 1877                                          | El Pensamiento                        | ? | ?                     | ? | ?                                    | ?       |
| 1878                                          | El Automovilista                      | ? | ?                     | ? | ?                                    | ?       |
| 1879-1885                                     | El Republicano                        | Anticlerical | ?                     | ? | ?                                    | 274     |
| 1881                                          | Noticias del Ejército                 | Boletín | ?                     | Miembros del Ejército del Sur                                                                                              | ?                                    | ?       |
| 1882                                          | El Agricultor                         | ? | Mensual               | ? | ?                                    | 3       |
| 15/11/1882 hasta hoy                          | El Sur                                | Hasta 1890, política, comercio, literatura y de oposición; radicalismo a favor de separación de la Iglesia y Estado                         | ?                     | Juan Castellón Larenas (impulsor y fundador)                                                                               | ?                                    | ?       |
| 1885                                          | El Ensayo                             | ? | ?                     | ? | ?                                    | ?       |
| 1886                                          | El Orden                              | ? | ?                     | ? | ?                                    | ?       |
| 1887                                          | El Murciélago                         | ? | ?                     | ? | ?                                    | 15      |
| 1887                                          | El Boticario                          | ? | ?                     | ? | ?                                    | 13      |
| 1888-1890                                     | El Demócrata                          | Publicación obrera | ?                     | ? | ?                                    | ?       |
| 1890                                          | La Antorcha                           | ? | –                     | ? | ?                                    | 1       |
| 1890                                          | El Guía de Arauco                     | ? | Sabatino              | ? | ?                                    | ?       |
| 1890                                          | El Sinapismo                          | ? | ?                     | ? | ?                                    | ?       |
| 1890 hasta 16/08/1891                         | El Correo del Sur                     | De corte balmacedista, sin relación con su homónimo anterior                                                                                | ?                     | Luis Serrano Arrieta (director)                                                                                            | ?                                    | 337     |
| 1891                                          | La Industria                          | ? | ?                     | ? | ?                                    | 179     |
| 1891                                          | El Demócrata                          | ? | ?                     | ? | ?                                    | ?       |
| 1892                                          | El País                               | Posiblemente continuador de La Libertad Católica                                                                                            | ?                     | ? | ?                                    | 280     |
| 1892-1894                                     | El Evangelista Chileno                | ? | ?                     | ? | ?                                    | 51      |
| 1893-1896                                     | El Diario Comercial                   | ? | ?                     | ? | ?                                    | ?       |
| 1896                                          | El Trabajo                            | ? | ?                     | ? | ?                                    | 27      |
| 1897                                          | La Bohemia                            | ? | Semanal               | ? | ?                                    | 2       |
| 1899-1900                                     | La Razón                              | ? | ?                     | ? | ?                                    | 10      |
| 1900                                          | Concepción Ilustrado                  | ? | Semanal               | ? | ?                                    | 20      |
| 1902                                          | El Bohemio                            | ? | ?                     | ? | ?                                    | ?       |
| 1902 (5 meses)                                | La Estrella del Sur                   | ? | Semanal               | ? | ?                                    | ?       |
| 1903                                          | El Liberal                            | ? | ?                     | ? | ?                                    | ?       |
| 1903                                          | La Pura Verdad                        | ? | Mensual               | ? | ?                                    | 5       |
| 1903-1904                                     | El Eco Obrero                         | Publicación del gremio de tipógrafos locales                                                                                                | Semanal               | ? | ?                                    | ?       |
| 1904                                          | La Buena Lectura                      | ? | ?                     | ? | ?                                    | ?       |
| 1904                                          | La Voz del Sur                        | ? | ?                     | ? | ?                                    | ?       |
| 1905                                          | El Progreso                           | ? | ?                     | ? | ?                                    | ?       |
| 1905                                          | La Flecha                             | ? | ?                     | ? | ?                                    | ?       |
| 1905                                          | El Centinela                          | ? | ?                     | ? | ?                                    | ?       |
| 1905                                          | La Causa                              | ? | ?                     | ? | ?                                    | ?       |
| 1905                                          | La Juventud                           | ? | ?                     | ? | ?                                    | ?       |
| 1905                                          | La Lanza                              | ? | ?                     | ? | ?                                    | ?       |
| 1905                                          | Los Tiempos                           | ? | ?                     | ? | ?                                    | ?       |
| 1905                                          | La Verdad                             | ? | ?                     | ? | ?                                    | ?       |
| 1906-1908                                     | El Diario (antes) Industria (después) | Comenzó como El Diario y acabó como Industria                                                                                               | ?                     | ? | ?                                    | ?       |
| 1909-1910                                     | El Pueblo                             | ? | Eventual              | ? | ?                                    | ?       |
| 1910                                          | Vida Artística                        | ? | ?                     | ? | ?                                    | ?       |
| 1910                                          | Vida Nueva                            | ? | ?                     | ? | ?                                    | ?       |
| 1910-1911                                     | La Tribuna                            | ? | Semanal               | ? | ?                                    | ?       |
| 1911 (1 mes)                                  | El Pililo                             | ? | Semanal               | ? | ?                                    | ?       |
| 1911-1914                                     | El Heraldo                            | Tuvo una breve recesión en 1911 | Semanal               | ? | ?                                    | ?       |
| 1913-1918                                     | El Buen Amigo                         | ? | Irregular             | ? | ?                                    | ?       |
| 1914                                          | Siluetas                              | ? | ?                     | ? | ?                                    | ?       |
| 1914-1948                                     | La Época                              | ? | Tardes                | Juan Bautista Bustos[cita requerida]                                                                                       | La Época                             | ?       |
| 1916                                          | La Escuela Pública                    | ? | ?                     | ? | ?                                    | ?       |
| 1917                                          | La Unión                              | Posiblemente continuador de El País | ?                     | ? | ?                                    | ?       |
| 1921                                          | Boletín Comercial                     | ? | ?                     | ? | ?                                    | ?       |
| 1921                                          | La Cuestión Social                    | ? | ?                     | ? | ?                                    | ?       |
| 1922                                          | Lecturas                              | ? | ?                     | ? | ?                                    | ?       |
| 1922                                          | Vía Telegráfica                       | ? | ?                     | ? | ?                                    | ?       |
| 1922                                          | La Propaganda Agrícola                | ? | ?                     | ? | ?                                    | ?       |
| 1922                                          | La Razón                              | ? | ?                     | ? | ?                                    | ?       |
| 1922                                          | La Reforma                            | ? | ?                     | ? | ?                                    | ?       |
| 1922                                          | Sinceridad                            | ? | ?                     | ? | ?                                    | ?       |
| 1923 hasta 05/1970                            | La Patria                             | General | ?                     | ? | ?                                    | ?       |
| 1924                                          | El Ahorro                             | ? | ?                     | ? | ?                                    | ?       |
| 1925                                          | El Asalariado                         | ? | ?                     | ? | ?                                    | ?       |
| 1925                                          | El Empleado                           | ? | ?                     | ? | ?                                    | ?       |
| 1925                                          | El Ideal                              | ? | ?                     | ? | ?                                    | ?       |
| 1925                                          | El Rayo                               | ? | ?                     | ? | ?                                    | ?       |
| 1925                                          | La Voz del Pueblo                     | ? | ?                     | ? | ?                                    | ?       |
| 1926                                          | Carrusel                              | ? | ?                     | ? | ?                                    | ?       |
| 1926                                          | El Surco                              | ? | ?                     | ? | ?                                    | ?       |
| 1926-1930                                     | El Camino Recto                       | ? | Mensual               | ? | ?                                    | ?       |
| 1927                                          | Boletín Parroquial de San José        | ? | ?                     | ? | ?                                    | ?       |
| 1928                                          | Andarín                               | ? | Irregular             | ? | ?                                    | ?       |
| 1930                                          | El Chuncho                            | ? | ?                     | ? | ?                                    | ?       |
| 1930                                          | Ejercicios Espirituales               | ? | ?                     | ? | ?                                    | ?       |
| 1930                                          | La Acción Católica                    | ? | ?                     | ? | ?                                    | ?       |
| 1930                                          | Avance                                | ? | ?                     | ? | ?                                    | ?       |
| 1930                                          | Civilidad                             | ? | ?                     | ? | ?                                    | ?       |
| 1930                                          | Horizontes                            | ? | ?                     | ? | ?                                    | ?       |
| 1930                                          | Sin Mordaza                           | ? | ?                     | ? | ?                                    | ?       |
| 1930                                          | La Antorcha                           | ? | Quincenal             | ? | ?                                    | ?       |
| 1932                                          | Auca                                  | ? | ?                     | ? | ?                                    | ?       |
| 1932                                          | Evolución                             | ? | ?                     | ? | ?                                    | ?       |
| 1932                                          | Orientación                           | ? | ?                     | ? | ?                                    | ?       |
| 1932                                          | Pacífico Austral                      | ? | ?                     | ? | ?                                    | ?       |
| 1932                                          | El Socialista                         | ? | ?                     | ? | ?                                    | ?       |
| 1933                                          | Acción Ferroviaria                    | Perteneciente a la Junta Zonal de la Federación de Ferrocarriles del Estado, Zona Sur                                                       | Quincenal             | ? | ?                                    | ?       |
| 1933                                          | La Voz Obrera                         | ? | ?                     | ? | ?                                    | ?       |
| 1937-1940                                     | Frente Popular                        | Política | Semanal               | ? | ?                                    | ?       |
| 1940                                          | El Amigo                              | ? | Mensual               | ? | ?                                    | ?       |
| 1940                                          | Mundo Social                          | ? | ?                     | ? | ?                                    | ?       |
| 1940-1941                                     | El Esfuerzo                           | ? | Semanal               | ? | ?                                    | ?       |
| 1945                                          | Acción Ferroviaria                    | ? | Mensual               | ? | ?                                    | ?       |

## Revistas
En Concepción y la Región del Biobío han aparecido numerosas revistas literarias y de entretenimiento.
La revista que ha adquirido un mayor prestigio a nivel nacional y americano es Atenea, fundada en 1924 y publicada por la Universidad de Concepción, que trata de ciencias, letras y artes.
Durante los años 1910 y 1920 destaca la revista literaria Chanteclair, cuyas portadas contenían ilustraciones de Jorge Infante Biggs, que incluían la silueta de algún penquista conocido, y cuya tipografía dependía posiblemente del literato Abraham Valenzuela Torrealba.
Ente los años 1930 y 1940 apareció El Chuncho, dirigida por Luis Pirard, y Mundo Social, en la cual un joven Lisandro Martínez Serrano, en tono irónico, humorístico y polémico, representaba libros y películas contemporáneas reemplazando a sus personajes por conocidos penquistas.